# Wilhelm Kempff
Wilhelm Walter Friedrich Kempff (25. listopadu 1895 – 23. května 1991) byl německý klavírista, varhaník a skladatel. Měl velmi široký repertoár, nahrál mimo jiné všechny Beethovenovy a Schubertovy klavírní sonáty. Je považován za jednoho z nejlepších klavíristů 20. století.

## Mládí
Wilhelm Kempff vyrůstal v Postupimi, kde byl jeho otec hudebním ředitelem a varhaníkem.
Hře na klavír se zpočátku učil pod vedením svého otce, ale už v devíti letech začal docházet na berlínskou Hochschule für Music, kde studoval skladbu u Roberta Kahna a klavír u Karla Heinricha Bartha. Navštěvoval také recitály věhlasných klavíristů, dle vlastních slov na něj velmi zapůsobili Eugen d'Albert a Ferruccio Busoni . Později ještě vystudoval na Berlínské univerzitě filozofii a muzikologii.

## Koncertní kariéra
Po dokončení studií v roce 1917 začal hojně koncertovat. Hrál ve významných koncertních síních zpočátku v Evropě, později i v Japonsku a v Americe.
Vytvořil také nahrávky téměř celého svého repertoáru, skladeb od Schumanna, Brahmse, Schuberta, Mozarta, Bacha, Liszta, Chopina a zejména Beethovena. Celý život spolupracoval s Berlínskou filharmonií, nahrával také komorní hudbu například s Yehudi Menuhinem, Pierrem Fournierem, Henrykem Szeryngem a dalšími.
Svou dlouhou koncertní kariéru ukončil až v roce 1981 v Paříži ze zdravotních důvodů (objevila se u něj Parkinsonova nemoc).

## Výuka
Vedle koncertování se Wilhelm Kempff věnoval také výuce. V letech 1924 - 1929 byl ředitelem konzervatoře ve Stuttgartu. Od roku 1931 se podílel na pořádání letních klavírních kurzů v Postupimi a v roce 1957 založil v jihoitalském Positanu nadaci Fondazione Orfeo, pod jejíž hlavičkou vedl až do roku 1982 každoroční interpretační kurzy zaměřené na Beethovenovu hudbu. Později převzali vedení kurzů Kempffovi žáci a nadace dodnes pokračuje ve své činnosti pod názvem Wilhelm Kempff Kulturstiftung.

## Skládání
Wilhelm Kempff byl také poměrně plodným skladatelem v mnoha žánrech, psal opery, symfonie, komorní hudbu, klavírní sonáty i písně. Na uvedení svých symfonií často spolupracoval s dirigentem Wilhelmem Furtwänglerem.
Kromě samostatných skladeb také například hrál své vlastní kadence v Beethovenových klavírních koncertech a upravil pro klavír množství Bachových skladeb.